# Plató de Ravenna
Plató (en llatí Plato, en grec Πλάτων) fou exarca de Ravenna el 638 o potser el 644. Va ser exarca fins al 648 i suposadament va succeir a Isaac.
És conegut principalment pel seu monotelisme i la seva oposició al Papa Teodor I. Va convèncer el patriarca Pau II de Constantinoble per trencar amb el Papa. Se sap del cert que el 645 era exarca. El 649, quan el seu successor Olimp va ser nomenat exarca de Ravenna, Pau havia tornat a la cort imperial de Constantinoble, amb el càrrec d'assessor de l'emperador Constant II sobre la situació a Itàlia i la resistència del Papa Martí I al monotelisme.
A partir del 653 no hi ha més notícies de Pau. Un germà seu, el prevere Teocarist i un nebot o cunyat seu anomenat Teodor Xilas, escara eren anomenats dos anys més tard.
El va succeir Teodor I Cal·liopes.